# Mohsen Mosalman
Mohsen Mosalman (Tehran, Irán, 27 de enero de 1991) es futbolista iraní. Juega de centrocampista y su actual equipo es el Persépolis FC de la Iran Pro League.

### Persepolis
Juega de centrocampista y su actual equipo es el Persépolis FC de la Iran Pro League.